# Anna Artobolevskaïa
Anna Danilovna Artobolevskaïa (en russe : Анна Даниловна Артоболевская), née le 4 octobre 1905 à Kiev et morte le 2 mai 1988 à Moscou, est une pianiste soviétique, professeure au conservatoire Tchaïkovski de Moscou, professeure à l'École centrale de musique de Moscou, et professeure émérite de la République socialiste fédérative soviétique de Russie. Elle a été l'une des personnalités marquantes de l'école soviétique de piano.

## Biographie
Anna Danilovna Karpeka est née à Kiev le 4 octobre 1905. Elle portera le nom de son mari, le zoologiste et écrivain Georgui Artobolevski (1898-1943).
Elle est diplômée du conservatoire de Kiev en 1924 (classe de Vladimir Poukhalski (ru)), et de celui de Leningrad dans les années 1930 (classe de Maria Youdina). Elle enseigne ensuite le piano dans des écoles de musique de Leningrad et fait des concerts en soliste. De 1944 à 1953, elle est enseignante au conservatoire de musique de la faculté militaire (aujourd'hui le conservatoire militaire), ainsi qu'à l'école de musique Gnesynie.
Peuvent être signalés parmi ses élèves Alekseï Lioubimov, Alexis  Golovine, Alexeï Nassedkine (en), Iouri Rozoum (ru), le compositeur Sergueï Slonimski, Rosa Tamarkina. Elle est connue par des travaux sur la pédagogie du piano.
Elle est décédée le 2 mai 1988 à Moscou et est enterrée au cimetière Vagankovo.

## Postérité
Un fonds pour la musique créé en 1999 et présidé par  Alekseï Nasedkine, et vice-présidé par Iouri Bogdanov (ru), et l'un des plus prestigieux concours de jeunes pianistes en Russie portent son nom,, ainsi qu'une école de musique de Moscou.
Son manuel Première rencontre avec la musique ((ru)Первая встреча с музыкой) a été réimprimé de 6 fois.

## Principales publications
- Première rencontre avec la musique ((ru) Первая встреча с музыкой), Moscou, 1985 ;
- Les enfants et la musique. Les petits et les muses ((ru)Дети и музыка. Малыши и музы), Moscou, 1972 ;
- Maria Veniaminovna Ioudina. Articles. Souvenirs. Matériaux. ((ru) Мария Вениаминовна Юдина. Статьи. Воспоминания. Материалы), Moscou, 1979
- Vos enfants, vous et la musique. Dialogues et enseignements ((ru) Ваши дети, вы и музыка. Диалоги о воспитании), Moscou, 1979

## Source
- (ru) Cet article est partiellement ou en totalité issu de l’article de Wikipédia en russe intitulé « Артоболевская, Анна Даниловна » (voir la liste des auteurs).